# Jeeva
Jeeva (inaczej: Shri Jeeva) – filmowy aktor indyjski. Debiutował w 1980 roku. Gra w filmach w języku hindi, telugu.

## Wybrana filmografia
- Phoonk 2 (2010)
- Don (2007)
- Ram Gopal Varma Ki Aag (2007)
- Anumanaspadam (2007)
- Desamuduru (2007)
- Annavaram (2006)
- Tata Birla Madhyalo Laila (2006) – Ratnam
- Darwaza Bandh Rakho (2006) – Sharat Shetty
- Ashok (2006)
- Sarkar (2005) – Swami Virendra
- Konchem Touchlo Vunte Cheputanu (2005)
- Ab Tak Chhappan (2004) – komisarz M.I. Suchek
- Donga Ramudu & Party (2003)
- Nijam (2003)
- Avunu Valliddaru Ishtapaddaru (2002)
- Orey Thammudu (2001) – Sarvarayudu
- Adavi Chukka (2000) – Chinna dora
- Satya (1998) – Jagga
- Deyyam (1996)
- Tholikodi Koosindi (1980)